# رناتو دولبکو
رناتو دولبکو (۲۲ فوریه ۱۹۱۴ - ۱۹ فوریه ۲۰۱۲) ویروس‌شناس اهل ایتالیا بود که به‌خاطر کار روی oncoviruses که نوعی از ویروس‌ها هستند و هنگامی که سلول‌های حیوانی را آلود می‌کنند موجب سرطان می‌شوند، برنده جایزه نوبل فیزیولوژی و پزشکی سال ۱۹۷۵ شد.